# 허드슨만늑대
허드슨만늑대(Canis lupus hudsonicus)는 허드슨만 북서부 해안을 포함해 키위틴 지역에 서식했을 것으로 추정하는 회색늑대의 아종이다. 이 늑대는 1941년 에드워드 알폰소 골드만이 처음으로 발견했다. 이 늑대는 흰색을 띄며, 북극늑대보다는 작은 중형 크기이며 두개골이 평평하다.
2005년 기준, MSW3에서는 이 종을 회색늑대의 유효한 아종 중 하나라고 설명하고 있으며, 미국 어류 및 야생동물관리국에서는 매켄지계곡늑대와 같다고 놓고 있다.